# Corbera
Corbera település Spanyolországban, Valencia tartományban. Corbera Cullera, Fortaleny, Llaurí, Polinyà de Xúquer, Benicull de Xúquer, Riola és Alzira községekkel határos. Lakosainak száma 3173 fő (2024).

## Népesség
A település népessége az utóbbi években az alábbiak szerint változott:
| Lakosok száma | 3045 | 3057 | 3249 | 3325 | 3304 | 3231 | 3190 | 3100 | 3097 | 3173 |
|               | 2001 | 2004 | 2007 | 2009 | 2012 | 2014 | 2017 | 2019 | 2022 | 2024 |